# Al-Cásim al-Mamún

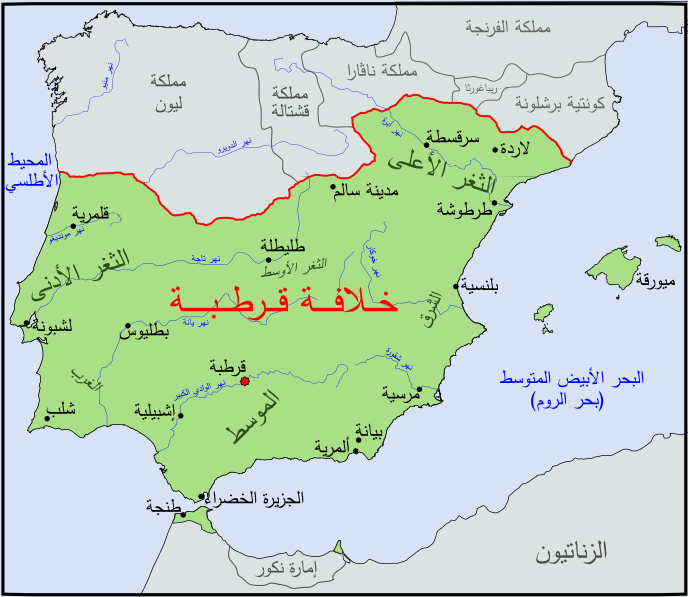
Califato de Córdoba alrededor del año 1000

Al-Cásim al-Mamún (en árabe: المأمون القاسم بن حمود al-ma'mūn al-qāsim ibn ḥammūd). Octavo califa del Califato de Córdoba, segundo perteneciente a la Dinastía Hammudí, entre 1018 y 1023.

## Califato
Gobernador de Sevilla, durante el vacío de poder producido tras el asesinato, el 22 de marzo de 1018, de su hermano el califa Alí ben Hamud al-Násir, sus seguidores le hicieron acudir a la ciudad de Córdoba y lo proclamaron nuevo califa asumiendo el título de al-Mamún (el que inspira confianza). Simultáneamente, la familia omeya proclamaban en Játiva a uno de sus miembros, Abderramán IV, con apoyo de los señores locales, quien al frente de un poderoso ejército se puso en marcha hacia la capital califal.
Esta situación no duró en el tiempo ya que Abderramán fue traicionado por sus aliados y encontró la muerte en el asedio a la ciudad de Guadix. Ello le permitió gobernar durante tres años en una relativa calma, hasta que, en 1021, cuando su sobrino Yahya al-Muhtal, gobernador de Málaga, reclamó el trono alegando ser el legítimo heredero de su padre, el anterior califa Alí ben Hamud al-Násir, y al frente de un ejército se dirigió a Córdoba. Al-Cásim, sin el apoyo bereber que hasta entonces lo había mantenido en el trono, abandonó la capital califal y se refugió en Sevilla, lo que permitió a Yahya proclamarse califa (13 de agosto de 1021). Durante poco más de un año coexistieron dos califas, uno en Córdoba y otro en Sevilla, pero la incapacidad de Yahya para sofocar las continuas rebeliones que se produjeron en su corte le obligó, en febrero de 1023, a abandonar su capital y a dejar libre el camino a su tío Al-Cásim, que así pudo regresar a Córdoba. 
Pero sólo se extendió hasta agosto de 1023, cuando Al-Cásim, ante la sublevación de los cordobeses por su mal gobierno, se vio obligado a refugiarse en Jerez, abandonando Córdoba nuevamente. Los cordobeses nombraron a Abderramán V como califa al tiempo que Al-Cásim caía en manos de su sobrino Yahya. Fue llevado prisionero a Málaga, falleciendo unos años después.
| Predecesor: Alí ben Hamud al-Násir | Califa de Córdoba 1018-1023 en guerra contra Abderraman IV (1018) y Yahya al-Muhtal (1021-1023) | Sucesor: Abderramán IV (en Córdoba) Yahya al-Muhtal (en Málaga) |

- Datos: Q285574